# Temporada 1962-63 de los Cincinnati Royals
La temporada 1962-63 fue la decimoquinta de los Royals en la NBA. La temporada regular acabó con 42 victorias y 38 derrotas, ocupando el tercer puesto de la División Este, clasificándose para los playoffs, en los que cayeron en semifinales de división ante Boston Celtics.

## Elecciones en elDraft
| Ronda | Puesto | Jugador         | Posición  | Nacionalidad   | Universidad         |
| ----- | ------ | --------------- | --------- | -------------- | ------------------- |
| T     | -      | Jerry Lucas     | Ala-Pívot | Estados Unidos | Ohio State          |
| 2     | 13     | Bud Olsen       | Ala-Pívot | Estados Unidos | Louisville          |
| 3     | 22     | Chris Appel     |           | Estados Unidos | Southern California |
| 4     | 31     | Jack Thobe      |           | Estados Unidos | Xavier              |
| 5     | 40     | Mike Wroblewski |           | Estados Unidos | Kansas State        |
| 6     | 49     | Jerry Foster    |           | Estados Unidos | Drake               |

## Temporada regular
| División Este        | División Este | División Este | División Este | División Este | División Este | División Este | División Este | División Este |
| Equipo               | G             | P             | %             | PD            | Casa          | Fuera         | Neutral       | Div           |
| -------------------- | ------------- | ------------- | ------------- | ------------- | ------------- | ------------- | ------------- | ------------- |
| x-Boston Celtics     | 58            | 22            | .725          | –             | 25–5          | 21–16         | 12–1          | 25–11         |
| x-Syracuse Nationals | 48            | 32            | .600          | 10            | 23–5          | 13–19         | 12–8          | 21–15         |
| x-Cincinnati Royals  | 42            | 38            | .525          | 16            | 23–10         | 15–19         | 4–9           | 20–16         |
| New York Knicks      | 21            | 59            | .263          | 37            | 12–22         | 5–28          | 4–9           | 6–30          |

## Playoffs

### Semifinales de División
Syracuse Nationals vs. Cincinnati Royals
| Fecha       | Partido                                       | Ciudad     |
| ----------- | --------------------------------------------- | ---------- |
| 19 de marzo | Syracuse Nationals 123, Cincinnati Royals 120 | Syracuse   |
| 21 de marzo | Cincinnati Royals 133, Syracuse Nationals 115 | Cincinnati |
| 23 de marzo | Syracuse Nationals 121, Cincinnati Royals 117 | Syracuse   |
| 24 de marzo | Cincinnati Royals 125, Boston Celtics 118     | Cincinnati |
| 26 de marzo | Syracuse Nationals 127, Cincinnati Royals 131 | Syracuse   |
|             | Cincinnati gana las series 3-2                |            |

### Finales de División
Boston Celtics vs. Cincinnati Royals
| Fecha       | Partido                                   | Ciudad     |
| ----------- | ----------------------------------------- | ---------- |
| 28 de marzo | Boston Celtics 132, Cincinnati Royals 135 | Boston     |
| 29 de marzo | Cincinnati Royals 102, Boston Celtics 125 | Cincinnati |
| 31 de marzo | Boston Celtics 116, Cincinnati Royals 121 | Boston     |
| 3 de abril  | Cincinnati Royals 110, Boston Celtics 128 | Cincinnati |
| 6 de abril  | Boston Celtics 125, Cincinnati Royals 120 | Boston     |
| 7 de abril  | Cincinnati Royals 109, Boston Celtics 99  | Cincinnati |
| 10 de abril | Boston Celtics 142, Cincinnati Royals 131 | Boston     |
|             | Boston gana las series 4-3                |            |

## Estadísticas
| Rk | Jugador         | Edad | P  | PT | MP   | TC   | TCI  | %TC  | 3P | 3PI | %3P | 2P   | 2PI  | %2P  | TL  | TLI | %TL   | RO | RD | RT   | AS  | RB | TAP | BP | FP  | PTS  |
| 1  | Oscar Robertson | 24   | 80 |    | 44.0 | 10.3 | 19.9 | .518 |    |     |     | 10.3 | 19.9 | .518 | 7.7 | 9.5 | .810  |    |    | 10.4 | 9.5 |    |     |    | 3.7 | 28.3 |
| 2  | Wayne Embry     | 25   | 76 |    | 33.0 | 7.0  | 15.3 | .458 |    |     |     | 7.0  | 15.3 | .458 | 4.5 | 6.8 | .667  |    |    | 12.3 | 2.3 |    |     |    | 3.8 | 18.6 |
| 3  | Jack Twyman     | 28   | 80 |    | 32.8 | 8.0  | 16.7 | .480 |    |     |     | 8.0  | 16.7 | .480 | 3.8 | 4.7 | .811  |    |    | 7.5  | 2.7 |    |     |    | 3.6 | 19.8 |
| 4  | Bucky Bockhorn  | 29   | 80 |    | 32.7 | 4.7  | 11.9 | .393 |    |     |     | 4.7  | 11.9 | .393 | 2.3 | 3.0 | .756  |    |    | 4.0  | 3.3 |    |     |    | 3.3 | 11.7 |
| 5  | Bob Boozer      | 25   | 79 |    | 31.5 | 5.6  | 12.6 | .444 |    |     |     | 5.6  | 12.6 | .444 | 3.2 | 4.5 | .714  |    |    | 11.1 | 1.3 |    |     |    | 3.8 | 14.3 |
| 6  | Tom Hawkins     | 26   | 79 |    | 21.8 | 3.8  | 8.0  | .471 |    |     |     | 3.8  | 8.0  | .471 | 1.9 | 3.1 | .610  |    |    | 6.9  | 1.3 |    |     |    | 2.5 | 9.4  |
| 7  | Adrian Smith    | 26   | 79 |    | 19.3 | 3.1  | 6.9  | .443 |    |     |     | 3.1  | 6.9  | .443 | 2.8 | 3.5 | .811  |    |    | 2.2  | 1.8 |    |     |    | 2.0 | 8.9  |
| 8  | Hub Reed        | 26   | 80 |    | 16.2 | 2.5  | 5.3  | .466 |    |     |     | 2.5  | 5.3  | .466 | 0.9 | 1.2 | .755  |    |    | 5.0  | 1.0 |    |     |    | 3.3 | 5.9  |
| 9  | Dave Piontek    | 28   | 48 |    | 9.5  | 1.3  | 3.3  | .380 |    |     |     | 1.3  | 3.3  | .380 | 0.2 | 0.3 | .625  |    |    | 2.0  | 0.5 |    |     |    | 1.4 | 2.7  |
| 10 | Bud Olsen       | 22   | 52 |    | 7.2  | 0.8  | 2.6  | .323 |    |     |     | 0.8  | 2.6  | .323 | 0.5 | 0.8 | .692  |    |    | 2.0  | 0.8 |    |     |    | 1.5 | 2.2  |
| 11 | Dan Tieman      | 22   | 29 |    | 6.1  | 0.5  | 2.0  | .263 |    |     |     | 0.5  | 2.0  | .263 | 0.1 | 0.3 | .400  |    |    | 0.8  | 0.9 |    |     |    | 0.6 | 1.2  |
| 12 | Joe Buckhalter  | 25   | 2  |    | 6.0  | 0.0  | 2.5  | .000 |    |     |     | 0.0  | 2.5  | .000 | 1.0 | 1.0 | 1.000 |    |    | 1.5  | 0.0 |    |     |    | 0.5 | 1.0  |

## Galardones y récords
| Jugador         | Galardón                 |
| Oscar Robertson | Mejor quinteto de la NBA |